# Teleférico San Bernardo

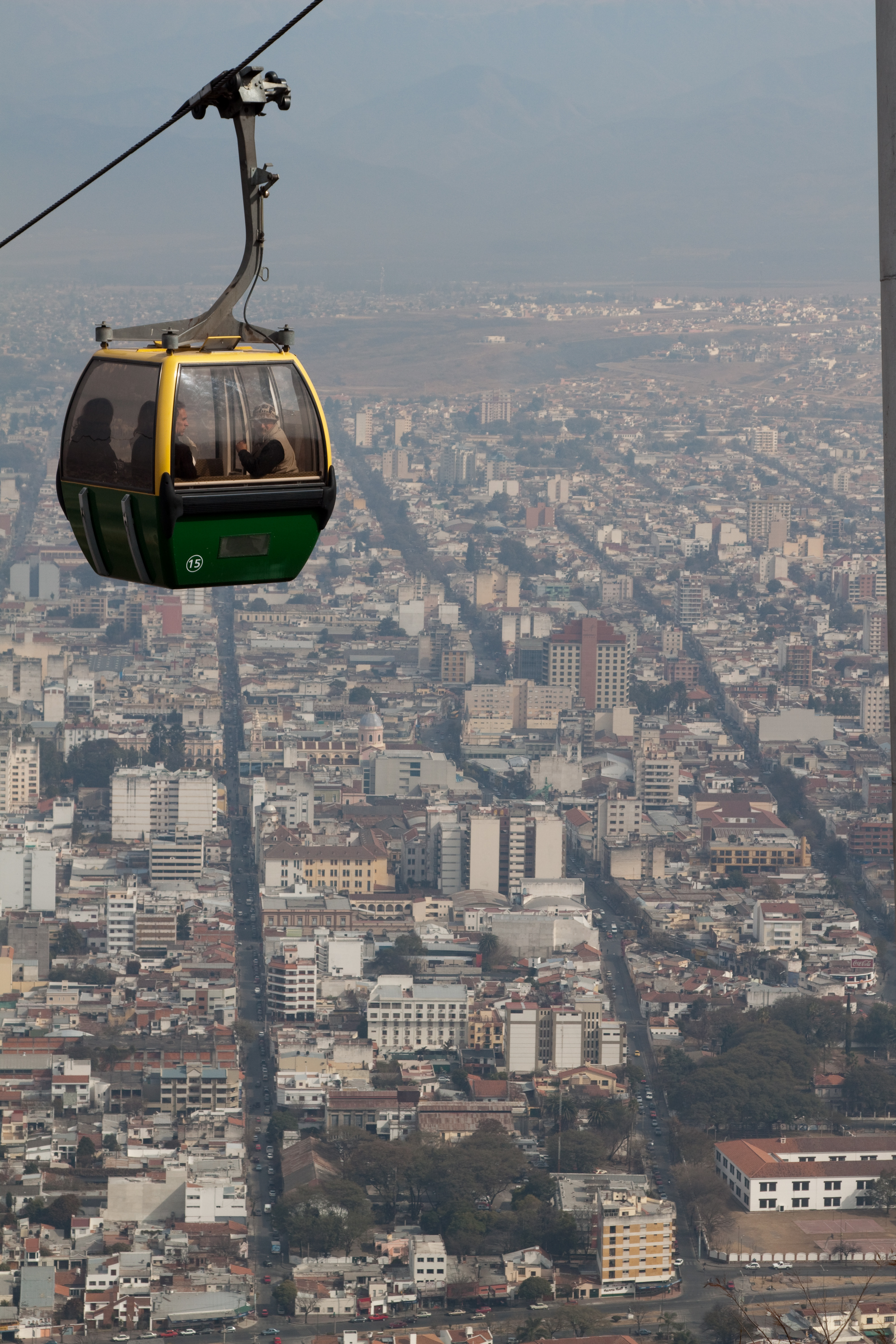
Teleférico ascendiendo el Cerro San Bernardo.

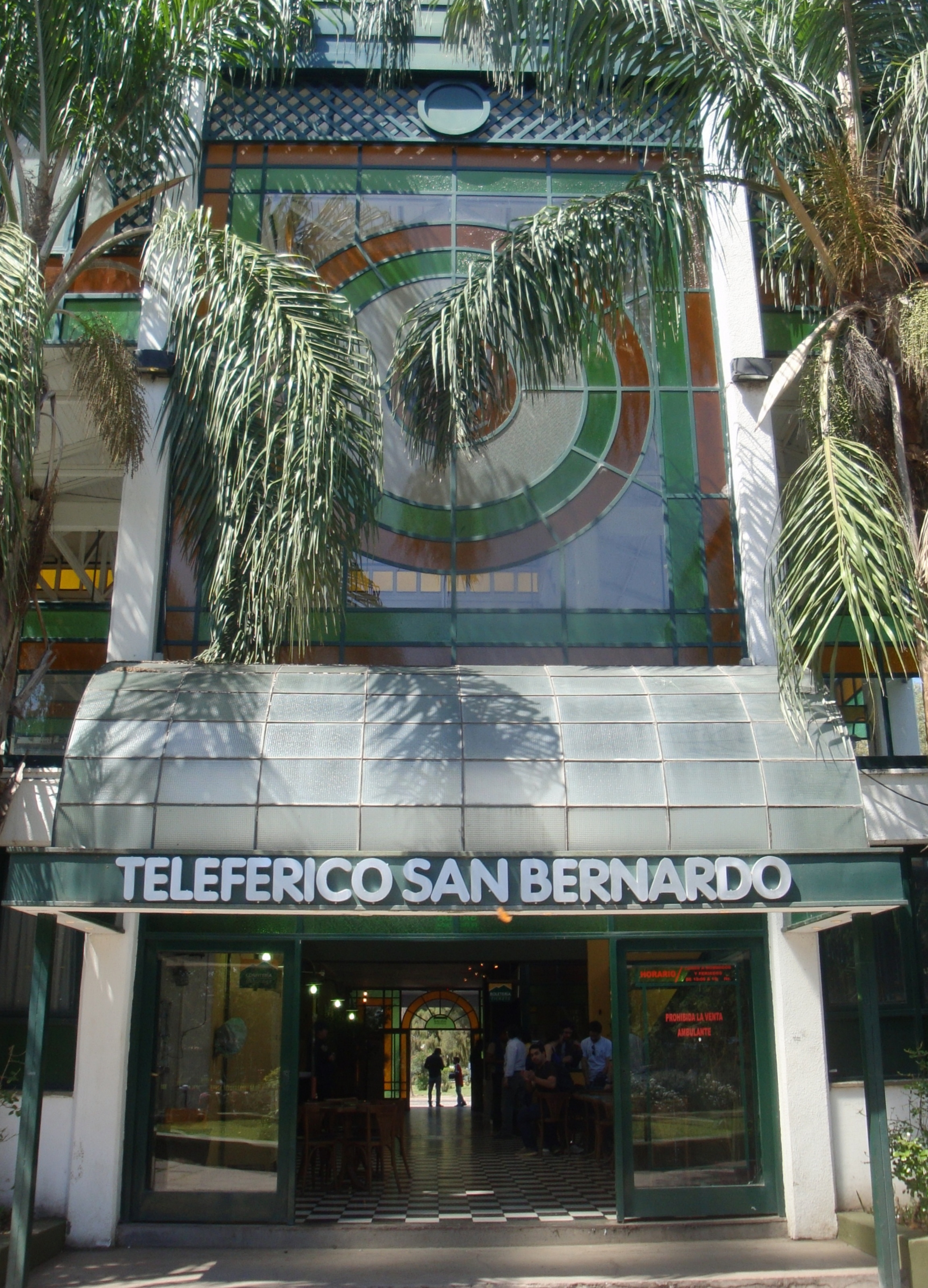
Ingreso al edificio desde donde es operado el teleférico.

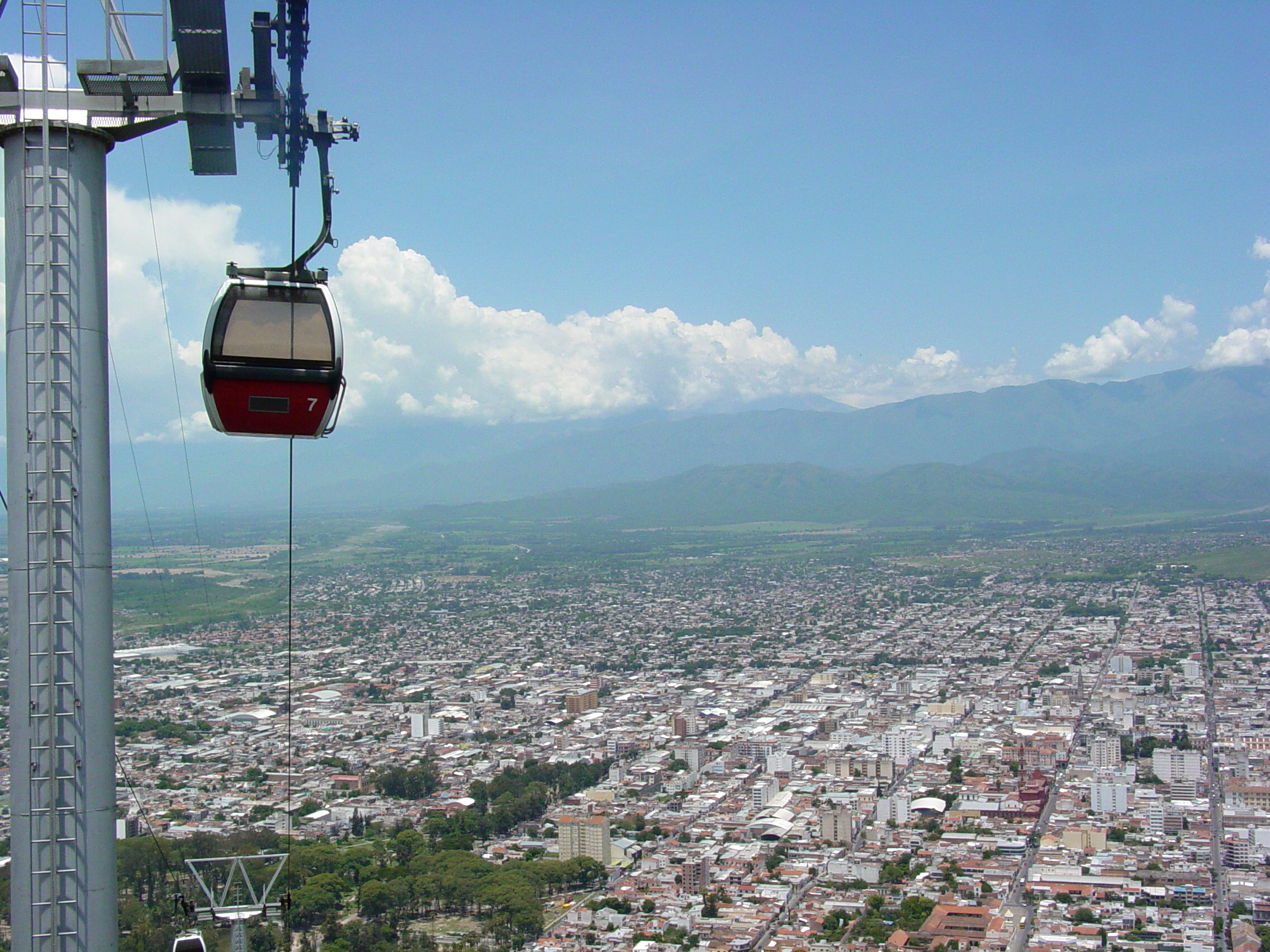
Vista de la Ciudad de Salta desde el Cerro San Bernardo.

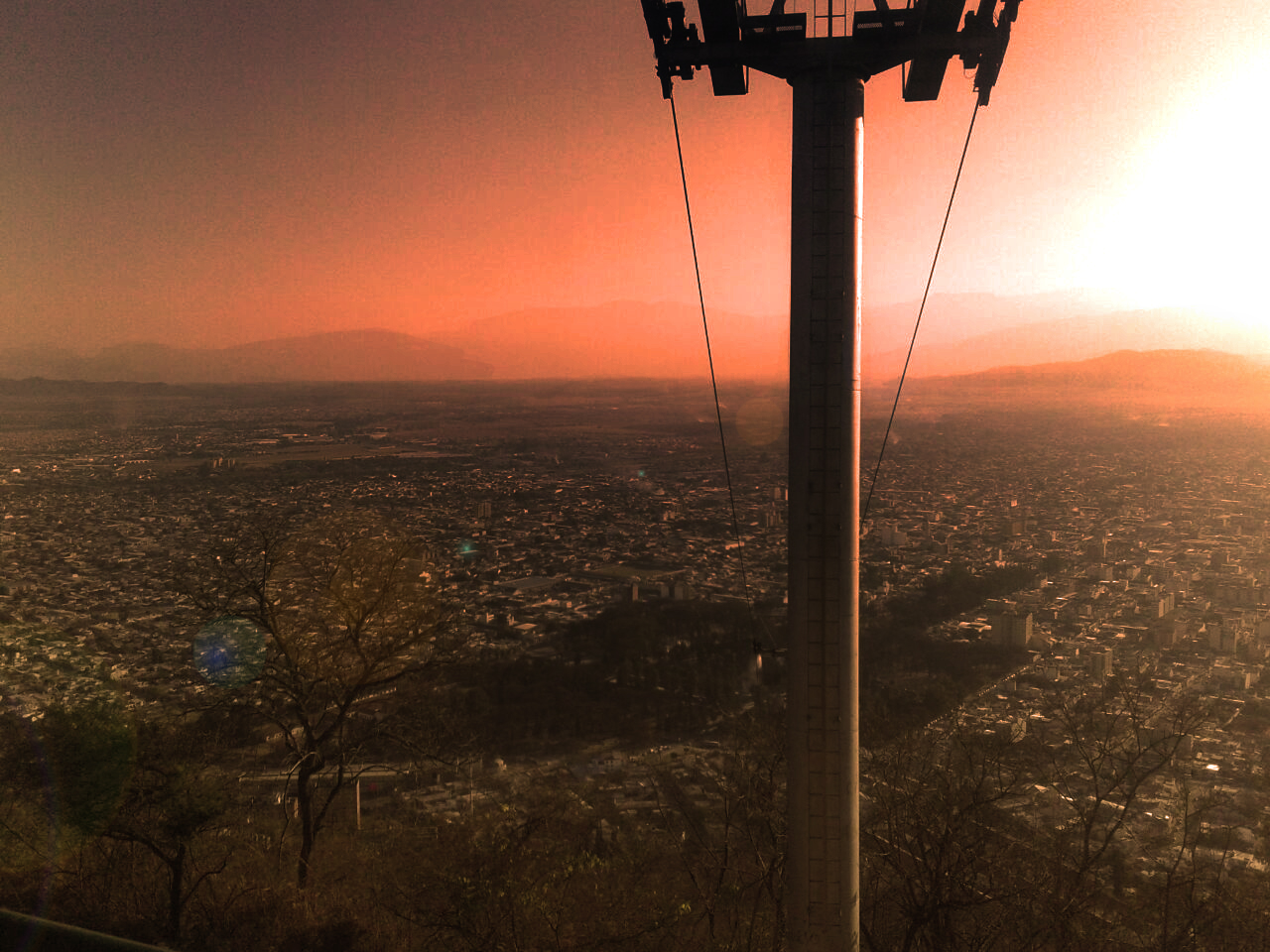
Vista del teleférico de la ciudad de Salta

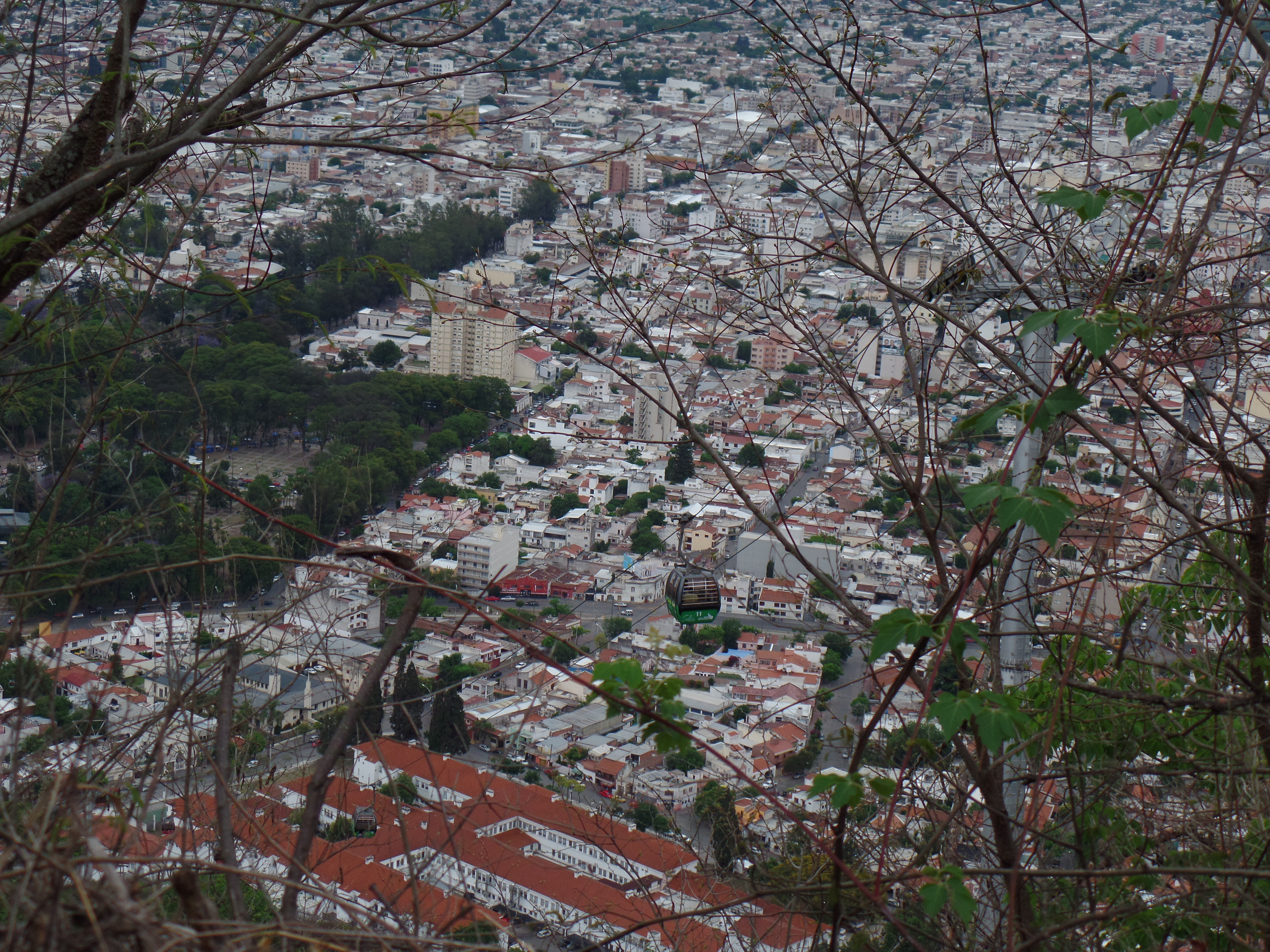
Ciudad de Salta, Argentina

El Teleférico San Bernardo es un sistema teleférico ubicado en la ciudad de Salta, capital de la provincia homónima, en el noroeste de la Argentina.
Proyectado en 1964 durante el gobierno de Ricardo J. Durand, fue construido posteriormente a partir de octubre de 1987 y se inauguró el 12 de enero de 1988, durante la gestión de Roberto Romero..
Parte desde una estación ubicada en avenida San Martín e Hipólito Yrigoyen, dentro del Parque San Martín , y tras recorrer 1016 metros y ascender 284,9 metros a una velocidad de 2m/seg, arriba al mirador en la cumbre del cerro San Bernardo (Reserva natural urbana) en aproximadamente ocho minutos, desde donde puede apreciarse perfectamente toda la ciudad de Salta y el Valle de Lerma debido a que no posee smog.
Puede transportar 300 personas por hora en 25 góndolas con capacidad para cuatro personas mayores cada una.

## Características
| Aspectos técnicos                           |                                                                               |
| Complejo Teleférico Salta                   |                                                                               |
| Tipo de Sistema                             | MGD (Góndola Monocable Desenganchable)                                        |
| Proyecto original                           | Año 1964                                                                      |
| Fecha de Inauguración                       | 12 de enero de 1988                                                           |
| Cantidad de líneas                          | 1 (uno)                                                                       |
| Longitud en horizontal                      | 1.016 m                                                                       |
| Longitud en obliquo                         | 1.046,35 m                                                                    |
| Desnivel                                    | 284.9 m                                                                       |
| Velocidad comercial del sistema             | 2 m/s                                                                         |
| Número de torres tubulares de sostenimiento | 9                                                                             |
| Altura máxima de la torre                   | 32.6 m                                                                        |
| Altura mínima de la torre                   | 4.6 m                                                                         |
| Energía                                     | Eléctrica (emisiones en la central energética)                                |
| Potencia de motor                           | 100 kW                                                                        |
| Diámetro del cable y peso                   | 41 mm – alma compacta – 32 t                                                  |
| Capacidad - pasajeros/hora                  | 300                                                                           |
| Ancho de la vía                             | 5,7 m                                                                         |
| Área construida total                       | 40.200 m²                                                                     |
| Número de cabinas                           | Se puede operar hasta con 25 cabinas, con capacidad para 6 usuarios c/u.      |
| Empresa proveedora                          | Karl Garaventa Soehne AG (Suiza)                                              |
| Distancia entre las cabinas                 | 50 m                                                                          |
| Frecuencia                                  | 24 s                                                                          |
| Tiempo de recorrido                         | 8.06 s                                                                        |
| Especificaciones técnicas                   | Cabinas de la línea Diamante fabricadas en aluminio y con iluminación interna |